# Cittadinanza lussemburghese
La cittadinanza lussemburghese è la condizione della persona fisica (detta cittadino lussemburghese) alla quale l'ordinamento giuridico del Granducato di Lussemburgo riconosce la pienezza dei diritti civili e politici.
La legge sulla cittadinanza lussemburghese prevede l'acquisizione della cittadinanza per discendenza (ius sanguinis).
Assieme a quella del Principato di Monaco e del Liechtenstein, la cittadinanza del Lussemburgo è, oggigiorno più che mai, una delle più difficili in assoluto da ottenere.

## Riforma del 1º gennaio 2009
Nell'ottobre 2008, il Parlamento lussemburghese ha varato una riforma della legge sulla cittadinanza. 
Questi sono i principali cambiamenti introdotti, in vigore a partire dal 1º gennaio 2009:
- gli anni di residenza obbligatoria, continua ed ininterrotta, per poter presentare una domanda di naturalizzazione, sono stati incrementati a sette;
- sono stati introdotti un esame di lingua lussemburghese e l'obbligo di aver frequentato corsi sulla cultura lussemburghese;
- l'introduzione del doppio ius soli, per cui un bambino che nasce in Lussemburgo da genitori (almeno uno dei due) a loro volta nati nel paese, acquisisce la cittadinanza lussemburghese;
- il principio della doppia cittadinanza è stato accettato, e quindi è consentito, secondo la legge granducale, possedere altre cittadinanze oltre a quella lussemburghese.